# توماس سيم لي
توماس سيم لي (بالإنجليزية: Thomas Sim Lee) هو سياسي أمريكي، ولد في 29 أكتوبر 1745 في أبر مارلبورو في الولايات المتحدة، وتوفي في 9 نوفمبر 1819 في مقاطعة فريدريك في الولايات المتحدة. حزبياً، نشط في الحزب الفيدرالي الأمريكي. وقد انتخب حاكم ماريلاند ‏.